# Капучини (Палермо)
Капучини је насеље у Италији у округу Палермо, региону Сицилија.
Према процени из 2011. у насељу је живело 19 становника. Насеље се налази на надморској висини од 448 м.